# Friedrich Wilhelm Böcker
Friedrich Wilhelm Böcker (* 1. April 1818 in Bochum; † 16. März 1861 in Bonn) war ein deutscher Arzt und Gerichtsmediziner. Er gründete 1860 die Kaltwasserbadeanstalt in Godesberg.

## Leben und Wirken
Friedrich Wilhelm Böcker wurde als Sohn eines evangelischen Predigers in armen Verhältnissen geboren. Er wuchs in Niederwenigern auf und besuchte Gymnasien in Essen und Münster. Zum Wintersemester 1837 nahm er ein Studium der Medizin in Bonn auf. Im Herbst 1840 wechselte er nach Berlin, wo er 1841 promovierte und als Arzt, Wundarzt und Geburtshelfer approbiert wurde. Im Herbst 1841 ließ er sich als Arzt in Rade vorm Wald nieder. Neben seiner Praxis beschäftigte sich intensiv mit der Mausertheorie von Carl Heinrich Schultz-Schultzenstein und schrieb in diesem Sinne Beiträge zur Arzneimittellehre. Seine Veröffentlichungen erregten so viel Aufsehen, dass er auf Veranlassung von Geheimrat Joseph Hermann Schmidt zu Beratungen über Medizinalreformen nach Berlin berufen wurde.
Im Herbst 1850 wurde Böcker der Kreisphysikus von Bonn. Er hoffte auch auf einen medizinischen Lehrstuhl für Arzneimittellehre oder gerichtliche Medizin, konnte aber nur schwer seine Familie ernähren. 1857 erhielt er die Vereinsmedaille des Vereins für Förderung der Staatsarzneikunde. Friedrich Wilhelm Böcker war der zuständige Kreisarzt bei den Ermittlungen zur Schauenburg/Weber-Affäre, bei der der damalige Assistenzarzt der Bonner Chirurgischen Klinik Karl Otto Weber beschuldigt wurde eine Frau geschwängert und bei dieser danach mehrere schmerzhafte Abtreibungsversuche durchgeführt zu haben. Die Universität Bonn hatte daraufhin dem den Sachverhalt meldenden Privatdozenten Karl Hermann Schauenburg die Lehrberechtigung entzogen.
1858 übernahm er die ärztliche Leitung der Kaltwasserheilanstalt im Rolandshof bei Rolandseck, was eine wesentliche Verbesserung seiner wirtschaftlichen Situation bedeutete. Zugleich schrieb er nun vermehrt über einschlägige Themen wie die Wirkung von Sitzbädern, der Brause und nasser Einwicklung. Im März 1860 richtete er die neue Kaltwasserbadeanstalt in Godesberg ein.
Böcker starb überraschend an tuberkulösen Meningitis.

## Ehrungen
1853 wurde er zum Mitglied der Deutschen Akademie der Naturforscher Leopoldina gewählt.

## Schriften
- De ischiadis nervosae natura diagnosi: Dissertatio. Berolini 1841; Univ., Med. Diss.--Berolini, 1841.
- Arzneimittel. Funcke & Müller, Crefeld 1849.
- Beiträge zur Heilkunde, insbesondere zur Krankheits-, Genussmittel- und Arzneiwirkungs-Lehre nach eigenen Untersuchungen. Funcke & Müller, Crefeld 1849.
- Genußmittel. Mit 1 Tafel mikroskopischer Abbildungen. Funcke & Müller, Crefeld 1849.
- Memoranda der gerichtlichen Medicin. Mit besonderer Berücksichtigung der neuern Deutschen, Preussischen und Rheinischen Gesetzgebung als Leitfaden zu seinen Vorlesungen und zum Gebrauche für Aerzte und Juristen. Bädeker, Iserlohn, Elberfeld 1854.
- Die Lebensfähigkeit des Kindes., s. l. 1857.
- Über Funktionen des Richters und des Arztes bei Bestimmung der Zurechnungsfähigkeit., Bonn 1857.
- Ueber eine Ursache des Branntweingenusses, als Anmerkung zu Liebig's Thierchemie, S. 216 u. 217, nebst Mitteln zur Hebung derselben u. gerichtlich-medicinische Beurtheilung der in der Trunkenheit verübten gesetzwidrigen Handlungen. Vieweg, Braunschweig 1845.
- Untersuchungen über die Wirkung des Wassers. Weber, Breslau, Bonn 1854.
- Die Vergiftungen in forensischer und klinischer Beziehung. Bädeker, Iserlohn 1857.